# پردیس عیدی‌وندی
پردیس عیدی‌وندی (زاده ۱۲ دی ۱۳۸۱) جودوکار و کوراش‌کار اهل ایران است. وی علاوه بر چندین قهرمانی در کشور، در سال ۲۰۱۵ به اردوی تیم ملی نوجوانان جودو و در سال ۲۰۱۹ به اردوی تیم ملی کوراش دعوت شد. از افتخارات وی می‌توان به کسب مدال نقره مسابقات قهرمانی بزرگسالان کوراش جهان ۲۰۲۳ اشاره کرد.

## افتخارات
عیدی‌وندی در سال ۲۰۲۲ در مسابقات قهرمانی جوانان آسیا تایلند به مدال نقره دست یافت؛ در همان سال در مسابقات قهرمانی بزرگسالان جهان هند موفق به کسب مدال برنز شد. در سال ۲۰۲۳ در مسابقات قهرمانی بزرگسالان جهان ترکمنستان مدال نقره را کسب کرد. در سال ۲۰۲۴ در تورنمنت بین‌المللی کشتین‌گیری جام ریاست جمهوری تاجیکستان به‌عنوان سومی بسنده کرد و صاحب گردن آویز برنز شد.

## تورنمنت‌ها
- مسابقات قهرمانی جوانان آسیا در تایلند ۲۰۲۲[۲۲]
- مسابقات قهرمانی بزرگسالان جهان در هند ۲۰۲۲[۲۳][۲۴]
- مسابقات قهرمانی بزرگسالان جهان در ترکمنستان ۲۰۲۳[۲۵]
- مسابقات قهرمانی آسیا کشتین‌گیری در تاجیکستان ۲۰۲۴
- تورنمنت بین‌المللی کشتین‌گیری بزرگسالان جهان در تاجیکستان ۲۰۲۴[۲۰]